# Francesco Butteri
Francesco Bùtteri (Civitanova Marche, 9 maggio 1954) è un ex bobbista italiano.

## Biografia
Durante gli studi al liceo scientifico Rosetti di San Benedetto del Tronto, si avvicinò all'atletica leggera, dapprima come autodidatta, fino all'arrivo al centro sportivo di Tirrenia, dove iniziò a conseguire i primi risultati. Durante la frequenza dell'ISEF dell'Aquila, venne notato da un selezionatore della Nazionale di bob dell'Italia. Debuttò nella Coppa Europa di bob, facendo registrare fin da subito il miglior tempo di spinta della gara.
Partecipò con la Nazionale di bob dell'Italia alle Olimpiadi di Innsbruck 1976, classificandosi al 12º posto nella gara di bob a quattro insieme a Giorgio Alverà come pilota, Adriano Bee e Piero Vegnuti con il tempo totale di 3'45"87, appena dietro all'altro equipaggio italiano di Nevio De Zordo, Ezio Fiori, Roberto Porzia e Lino Benoni.
Ai Campionati mondiali di bob 1977 giunse al 9º posto in coppia con Giuseppe Soravia.
Nel 2009 venne nominato responsabile nazionale del settore prove multiple (decathlon ed eptathlon) della Federazione Italiana di Atletica Leggera.